# 上海市虹口高级中学
上海市虹口高级中学是位於中國上海市虹口區的一所高中。
學校所在地最初是1928年英國人為西方儿童所建的校舍。中國抗日戰爭期间所在地成為日人第四国民小学的一部分。中國抗日戰爭結束後的1946年，校园被一分為二，西部为上海市师范专科学校及其附中，東部为新陆师范及其附小和幼稚园。1949年，上海市师范专科学校附中更名为上海市虹口中学。东部的新陆附小更名为九龙路小学,后又易名为虹口区第四中心小学，1959年迁至吴淞路。東部也劃歸虹口中学。1959年，學校被評為区重点中学。2003年5月，学校改名为虹口高级中学。